# Західна Римська імперія
Західна Римська імперія (лат. Imperium Romanum Occidentalis або Hesperium Imperium) — умовна назва однієї з двох частин, на які розпалася Римська імперія в кінці IV століття. Територіально охоплювала землі Західної Європи та Північної Африки і формально проіснувала до 476 року.
Західна імперія не була окремою державою від Східної імперії, тож у час її існування не було якогось спеціального терміна на позначення західних провінцій чи їхнього уряду. Терміни «Imperium Romanum Occidentalis» та «Hesperium Imperium» (від лат. Hesperia — традиційного поетизованого означення «західних країн», зокрема Італії та Іспанії) ніколи не були в офіційному вжитку, їх використовували лише письменники та історики. Офіційною назвою, яку найчастіше використовували, була Senatus Populusque Romanus.
Столицею Західної імперії до 402 року був Медіолан (сучасний Мілан), а з 402 року — Равенна. Звідси ще одна, рідковживана в літературі її назва — Равеннська імперія.
Впродовж IV століття відбулося кілька поділів та об'єднань Римської імперії. Останній поділ відбувся в 395 році, після смерті Феодосія Великого. Останнім роком існування Західної Римської імперії вважається 476 рік, в якому германський вождь Одоакр змусив відректися від престолу імператора Ромула Августа. Падіння Гесперійської (Західної Римської) імперії вважається водночас початком нової ери в історії Європи — Середньовіччя.

## Передумови розпаду Римської імперії
Вже в І ст. Римська імперія виросла до таких розмірів, що керування віддаленими провінціями з Риму стало практично неможливим. Новини про події (бунти, природні катаклізми, епідемії) доставлялися до Риму кораблями або наземною поштовою службою з великим запізненням. Стільки ж часу потребувало доведення до відома місцевої адміністрації указів із Риму. Тому губернатори провінцій хоч і керували ними де-юре від імені Риму, де-факто вони робили це самостійно.
У II ст. на Апеннінському півострові, в Італії, почався економічний застій, який супроводжувався відтоком виробництва і грошей у провінції.
У III ст. Римська імперія пройшла через 50-річний період безладу та громадянської війни, який отримав назву кризи третього століття. Криза розпочалася із вбивства імператора Александра Севера. Посилися проблеми як на сході, так і на заході. Бунт у західних провінціях призвів до утворення Галльської імперії зі столицею в Авґусті Треверорум (сучасний Трір). Під контроль Галльської імперії потрапили германські та галльські провінції Риму, Іспанія і Британія. На сході приблизно водночас виникло Пальмірське царство під проводом цариці Зенобії. Імператор Авреліан зумів захопити Пальміру в 272 році, а роком пізніше підкорити собі Галльську імперію. Проте після смерті Авреліана в 275 році безлад продовжився і до 286 року принаймні 10 імператорів або претендентів на титул були вбиті. Чимало з них загинули від рук власних легіонерів.

## Географія імперії

### Поглиблення поділу на Схід та Захід
Римська імперія часів Костянтина Великого була цілісним утворенням, в котрому, однак, чітко розрізнялись дві різні частини. Її цілісність була наслідком того, що землі, які її складали, та їхнє населення були скупчені навколо Середземного моря, внаслідок чого спосіб життя Імперії визначався середземноморським кліматом та супутніми умовами. За часів тривалого римського миру, Середземне море та ряд річок, що в нього впадають, були найшвидшим та найдешевшим комерційним маршрутом, а система доріг Імперії мала в першу чергу військове значення та забезпечувала потреби урядового зв'язку. З плином часу, як центральна влада слабшала внаслідок політичних катастроф III століття, коли піддані Імперії, які забезпечували людські потреби армії та бюрократії, отримали римське громадянство, підлеглі провінційні особливості проявлялись та брали верх над накинутою їм спільною культурою завойовників.
Східна частина Імперії була еллінізованою, західна частина була здебільшого латинізованою. Схід перейняв грецьку культуру задовго до приходу римлян, тут мова та література були грецькими. Проте Схід запозичував також, зокрема від Заходу він взяв концепції держави та права, від східних цивілізацій він запозичив містицизм та різні релігійні вірування. Процес розрізнення продовжувався, правлячий клас в обох частинах переставав бути двомовним.

#### Італія
Збідніла, вилюдніла та втратила минуле значення, але земля, на якій була розташована столиця — Рим, а пізніше Равенна. За винятком розпорошеної землевласницької аристократії, римляни IV століття, нащадки незліченної кількості імігрантів, мали небагато спільного із римлянами епохи Республіки, але саме місто Рим не втратило свого престижу. Водночас Італія, разом із межуючою Ретією, мала найменше самоідентичності серед всіх частин Імперії.

#### Іллірія
Північно-західна частина Балканського півострова, переважно гориста, межувала з Італією. Гориста частина називалась Норікум, рівнинна частина — Паннонія. Латина як розмовна мова сягала сучасних Нісу та Скоп'є. Населена грубими та витривалими землеробами, вона постачала Імперію найкращими солдатами, генералами та імператорами. Фактично, ця імперська провінція несла на собі основний тягар захисту Імперії від варварів, та, як наслідок, правила нею. Але на час що розглядається, цей обов'язок та вторгнення варварів між 250 та 300 роками виснажили людські та економічні ресурси провінції, та знівелювали її переваги, поставивши Іллірію серед решти виснажених провінцій.

#### Галлія
На північний захід від Італії була розташована Галлія, обмежена природними утвореннями: Піренеї на заході, Середземне море та Альпи на півдні, Рейн на сході та Атлантичний океан на півночі. Галлія мала розвинуту систему річок що слугували зручним торговельним шляхом: Рейн, Сена, Рона, Луара та Гаронна. Жодна інша провінція не була краще підготовлена, щоб слугувати оплотом Імперії та резервом людських ресурсів, але вона також була виснажена недавніми війнами, заколотами та розбійними нападами варварів, а її східна частина, наполовину германська на час завоювання, поступово все більше германізувалась шляхом поселення на її території ветеранів-германців римської армії.

#### Британія
Більша частина центральної Британії цього часу була покрита лісами та малонаселена. Тільки південно-східна частина була ґрунтовно романізована, однак навіть тут військові поселення, вілли та міста були оточені варварськими поселеннями. Нечисленне тубільне населення було нероманізованим, набрані в Британії рекрути служили головним чином на важливіших кордонах. Її власні кордони ставали все більш небезпечними: на сході германські племена як сусіди, на заході за вузькою протокою лежала Ірландія, теж варварська територія, на півночі варварські напади поки що стримував вал Адріана.

#### Іспанія
На противагу Галлії та Британії, Іспанія не посідала зовнішніх кордонів. Нечисленні перевали в Піренеях відділяли її від Галлії. Лузитанія, розташована в нижній течії річок Дуро та Тарґус, субтропічна Бетіка обмежена Сьєрра-Невада та Сьєрра-Морена та землі розташовані в басейнах Ебро та Тарраконенсіс були родючими та слугували джерелом багатства Імперії та людей для армії та уряду.

#### Африка
Від Атлантичного океану до сучасного Тунісу лежали африканські території, що включали Мавретанію на заході, найбільш романізовану Нумідію посередині, та Африку (приблизно на території сучасного Тунісу) на сході. Тут вирощували знаменитих на усю Імперію витривалих коней, що використовувались імперською легкою кіннотою на усіх кордонах під час війн. Найбільшою загрозою для цих територій були кочові племена вільних Маврів, обов'язок захисту територій від їх нападів було покладено на легіони, переміщені із Сирії.

## Тетрархія
Імператор Діоклетіан провів адміністративну реформу, розділивши велику імперію на чотири частини. Ними правили два авґусти — сам Діоклетіан та Максиміан, та два цезарі. Така адміністративна система отримала назву тетрархії. Заходом імперії управляли Максиміан та цезар Констанцій I Хлор. Столичним містом Максиміана був Медіолан, а Констанція — Авґуста Треверорум. 1 травня 305 року два авґусти водночас добровільно відійшли від справ і їх замінили відповідні цезарі.
В 306 році Констанцій Хлор несподівано помер. Дислоковані в Британії легіони негайно ж оголосили авґустом заходу його сина Костянтина. Таке рішення створило кризову ситуацію, оскільки претендентів на правління західною частиною імперії не бракувало. В 308 році після зустрічі в Карнунті тетрархія була відновлена — другим західним тетрархом став Ліциній. До 314 року вони зуміли виграти низку битв на сході та заході, знову об'єднавши всю Римську імперію, і розпочали боротьбу між собою за повний контроль над нею. Кульмінацією цієї боротьби стала битва при Христополі. Одержавши в ній перемогу, Костянтин полонив і вбив Ліцинія.
Попри те, що період тетрархії завершився, ідея поділу імперії на дві частини закріпилася. Відтоді Римську імперію могли об'єднати тільки дуже сильні імператори, зі смертю яких держава знову розпадалася на дві.

## Другий поділ
Зі смертю Костянтина Великого в 337 році в імперії знову розпочалася війна — між трьома синами покійного правителя. Як наслідок імперія була поділена на три частини. В 340 році були об'єднані західні частини, а в 353 році знову відбулося повне об'єднання — правителем імперії став Констанцій II, який зосередив свою увагу на східній частині. Констанція II часто вважають першим імператором Візантійської імперії.
В 361 році Констанцій II захворів і помер. Новим імператором став Юліан, онук Констанція Хлора. Юліан загинув на війні з персами в 363 році, а наступний імператор, Йовіан, правив тільки до 364 року.

## Останній поділ
Після смерті Йовіана імператором став Валентиніан I. Він негайно знову розділив імперію, віддавши західну частину своєму братові Валенту. Але жодна з частин не зуміла добитися стабільності, оскільки сутички із зовнішніми ворогами ставали дедалі небезпечнішими. В 376 році вестготи, втікаючи від гунів, отримали дозвіл перейти через Дунай і оселитися на Балканах у межах Східної імперії. Утиски римлян змусили їх повстати. В 378 році у битві при Адріанополі вони завдали силам Східної імперії важкої поразки. В цій битві загинув Валент. Після міграції Балканами вестготи зупинилися в Епірі на території сучасної Македонії, ставши постійною загрозою як Сходу так і Заходу. Після 400 року вони рушили далі в Італію.
В 394—395 Римська імперія була востаннє об'єднана під єдиним правлінням імператора Феодосія I. Феодосій змушений був втрутитися в справи заходу після вбивства тодішнього правителя заходу Валентиніана II полководцем-франком Арбоґастом. Після смерті Феодосія імперія знову була поділена на дві частини між його синами Гонорієм та Аркадієм. Зважаючи на малий вік правителів, опіка над ними була доручена напівварвару Флавію Стиліхону.
Стиліхон зумів захистити Італію від вторгнення готів, але став жертвою інтриг в столичному місті Равенні й був страчений за зраду в 408 році. В цей час на терени Західної Римської імперії вторглися вандали, алани та свеви. Тоді як східна частина імперії повільно відбудовувалася, захід став розвалюватися остаточно.

## Економічні фактори
Впродовж останнього століття свого існування Західна Римська імперія переживала економічний спад. Вона була менш урбанізованою і мала меншу густоту населення, ніж Східна частина, водночас займаючи більшу площу й маючи більшу довжину кордонів, що потребували захисту. Візантійська імперія могла утримувати великі військові сили і платити найманцям у разі потреби, а на заході такої можливості не було. Для власних сил не вистачало людей, а тому Західна Римська імперія більше покладалася на війська із варварів під керівництвом римських полководців. Оплачувати послуги найманого війська було важко. Часто із вождями варварських найманців розплачувалися землею, що призводило до зменшення збору податків, а отже нових труднощів з оплатою військ.
Ослаблення центрального уряду викликало втрату контролю над кордонами і провінціями. Хоча імператори намагалися контролювати Середземне море, але після завоювання Північної Африки вандалами вони опинилися в ситуації, коли потрібно було утримувати надто великі території надто малими силами.
В деяких областях поселення варварів на римських землях не призвело до великих змін, а в інших, особливо в окремих частинах Північної Африки, римських землевласників проганяли, а їхні землі конфіскували.

## Агонія і крах Гесперії
Після смерті Стиліхона в 408 році, Західною імперією правив аж до 423 року Гонорій. Однак впродовж його правління не бракувало спроб узурпації влади та вторгнень загарбників. В 410 році Рим був захоплений військами короля вестготів Аларіха. При спадкоємцях Аларіха у 412—418 роках готи розселилися в Галлії, ставши союзниками римлян в боротьбі проти вандалів, аланів та свевів, а також проти узурпатора Йовіана. Інший узурпатор, Костянтин III, позбавив захисту римську Британію, висадивши свої війська в Галлії в 407 році, таким чином відкривши шлях до англо-саксонського вторгнення, що розпочалося приблизно в 440 році.
Після смерті Гонорія в 423 році настав період безладу, який продовжувався доти, доки Східна Римська імперія не встановила силою правління в Равенні Валентиніана III. Регентом при малолітньому імператорі була його мати Ґалла Пласидія. Аецій, який став magister militum всупереч її бажанню, зумів стабілізувати воєнний стан імперії, вступивши для цього в союз із гунами. З їхньою допомогою він переміг і підкорив бурґундів, які окупували південну Галлію в 407 році. В 433 році він поселив бургундів у Савої. Але зі зменшенням могутності імперії бургундські володіння розширилися в долину Рони.
Тим часом вестготи витіснили вандалів в Африку, де вони близько 439 року захопили Карфаген, встановивши незалежну державу з могутнім флотом, що став постійною загрозою морській торгівлі римлян.
В 444 році гуни, найняті для захисту імперії Аецієм, об'єдналися під керівництвом амбітного Аттіли. Аттіла, оголосивши сестру імператора Гонорію своєю нареченою, почав вимагати половину імперії як посаг. Коли йому відмовили, він вторгся в Галлію і був зупинений тільки в битві на Каталаунських полях (451) спільними римсько-германськими військами під проводом Аеція. Настуного року Аттіла вторгся в Італію і пішов на Рим, але епідемія в війську, благання папи Римського й звістка про похід візантійського імператора Маркіана, змусили його зупинити наступ. Ще через рік Аттіла несподівано помер.
В 454 році Валентиніан убив Аеція, але через рік сам загинув від рук прихильників загиблого полководця. Скориставшись новим періодом боротьби за владу, вандали переправилися через море до Риму й розграбували його в 455 році.
Впродовж наступних 20 років Східна імперія кілька разів робила спроби встановити свого імператора на заході, але їй доводилося опиратися на варварських полководців. У 475 колишній писар Аттіли Орест вигнав з Равенни імператора Юлія Непота і проголосив імператором свого сина Ромула Авґуста. Ромул Авґуст відмовився надати автономію Одоакрові та герулам, що призвело до вторгнення. Одоакр убив Ореста, скинув Ромула Авґуста та проголосив себе правителем Італії. Хоча імперське правління ще певний час зберігалося в окремих закутках, Рим був у руках варварів, а його контроль над заходом практично закінчився.
Назва Гесперія використовувалася, втім, і пізніше — аж до часів Юстиніана I, для позначення останніх володінь Римської імперії на заході, що опинилися під владою Одоакра й остготських королів. Відомо, що гесперійським імператором готи хотіли проголосити Велізарія — їхнього переможця, який зрештою повернув і Рим, і Равенну під владу Константинополя. Втім, ця спроба відновити Гесперійську імперію хоча б під візантійською владою, так нічим і не завершилася, а назва Гесперія остаточно вийшла із вжитку.